# ریوما سوگاهارا
ریوما سوگاهارا (ژاپنی: 杉原 龍馬؛ زادهٔ ۱۴ نوامبر ۱۹۷۲) یک بازیکن فوتبال اهل ژاپن است.
از باشگاه‌هایی که در آن بازی کرده‌است می‌توان به باشگاه فوتبال یوکوهاما فلگلز اشاره کرد.